# Terpzigt
Terpzigt is een poldermolen ten zuidwesten van het Friese dorp Marssum, dat in de Nederlandse gemeente Waadhoeke ligt.

## Beschrijving
Terpzigt, de kleinste spinnenkopmolen van Nederland, bemaalde vroeger de Tolsma, een particuliere polder van ongeveer 14 ha. Nadat een aantal waterschappen was samengevoegd, verloor de molen zijn functie. Terpzigt werd in 1981 gerestaureerd en op 27 mei van dat jaar weer in werking gesteld. De vijzel van de molen werd in 2004 vernieuwd. Terpzigt, eigendom van de Stichting Molens in Menaldumadeel, is maalvaardig in circuit.